# 云南驿机场 (1929年)

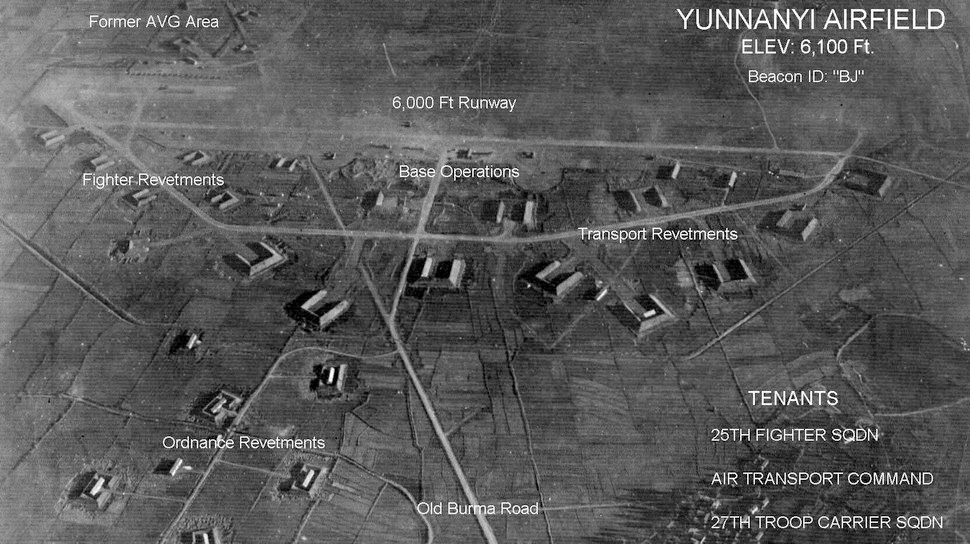
1944年美军航拍的云南驿机场

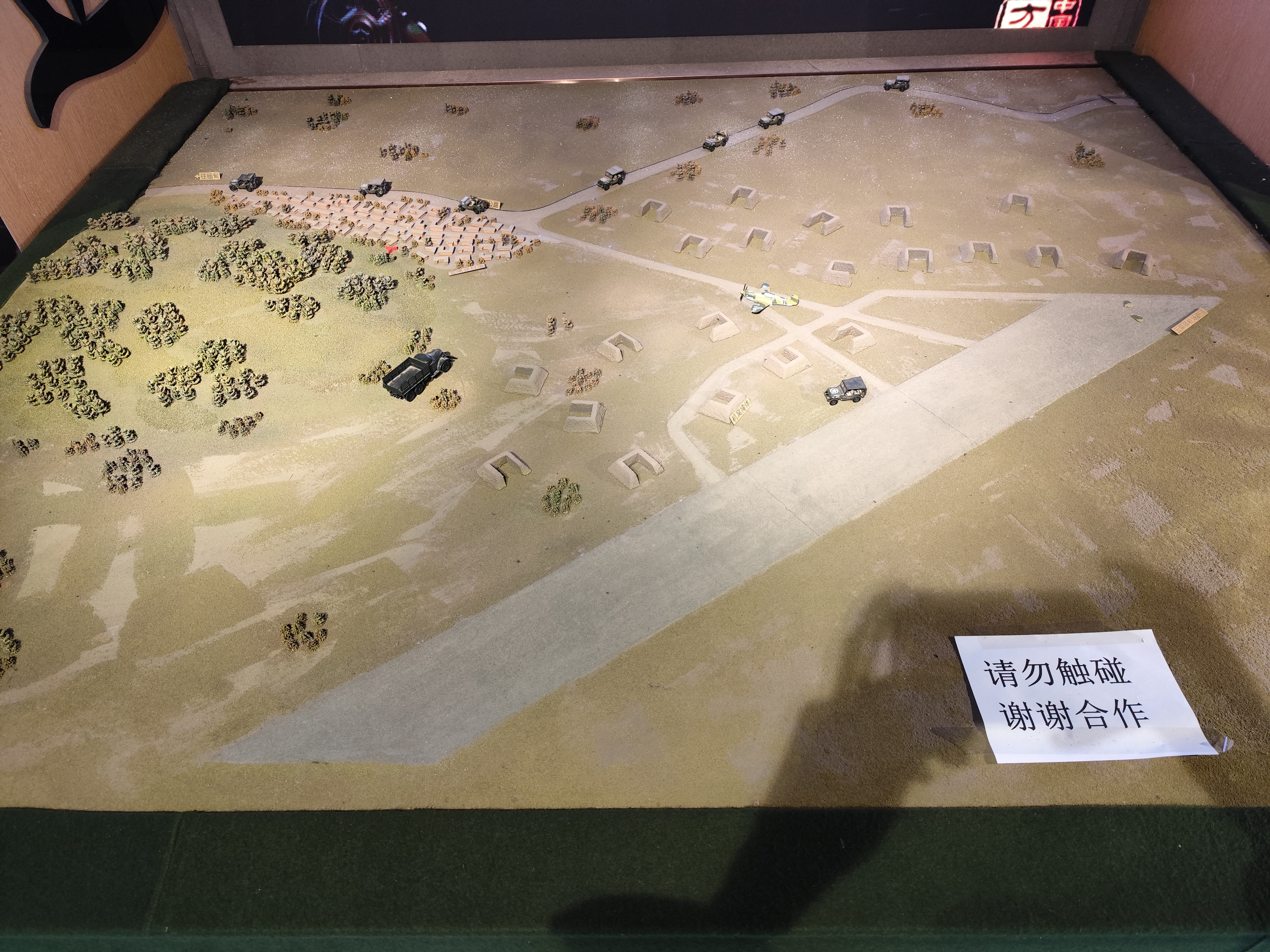
二战中印缅战区交通史纪念馆的云南驿机场模型

云南驿机场是第二次世界大战期间建于今云南省大理白族自治州祥云县云南驿镇内的一座军用机场，作为飞虎队基地之一，以及“驼峰航线”的中转站，为滇西抗日战场最重要的机场之一。现已废弃。

## 历史

### 修建历程

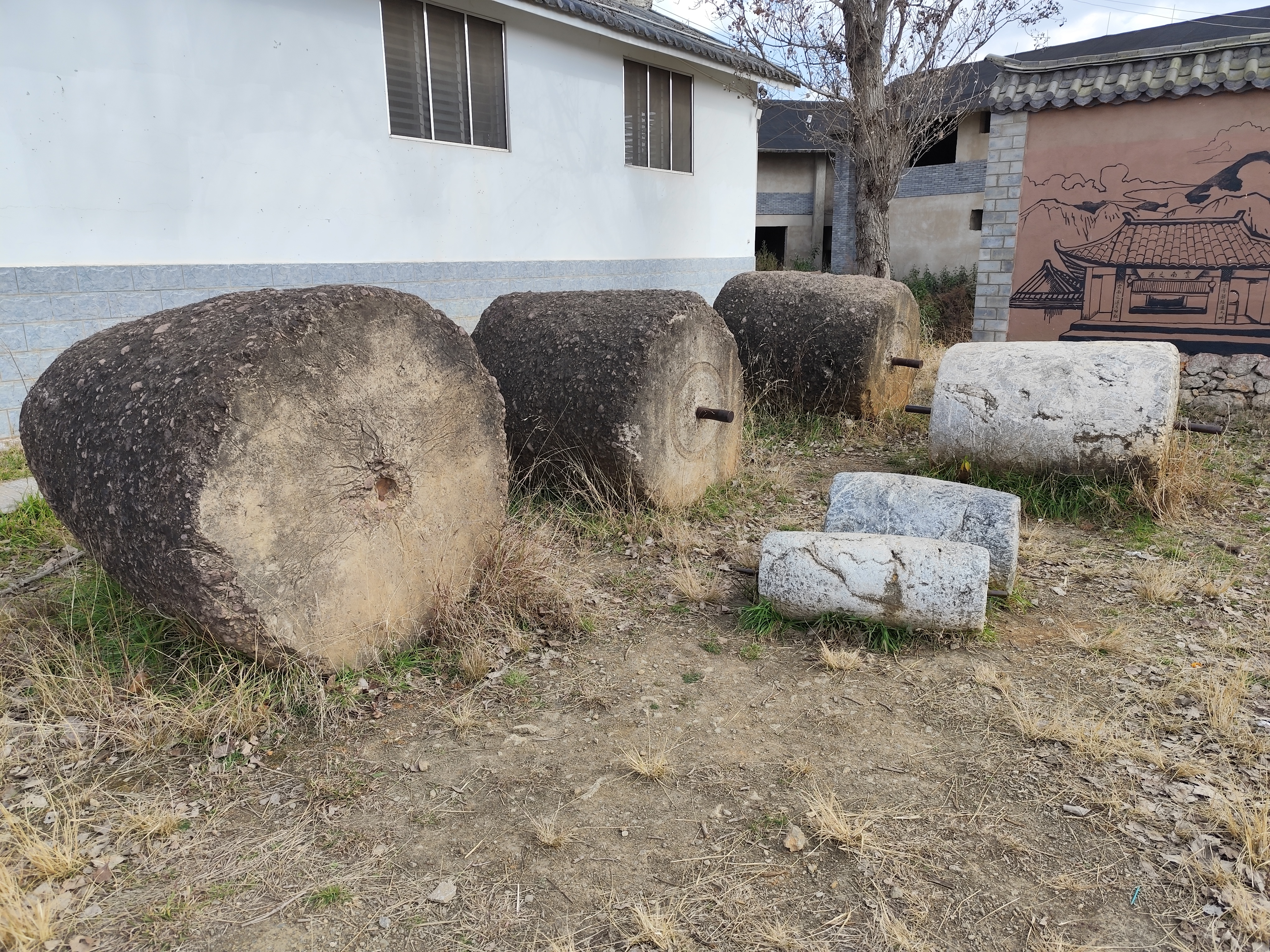
修建机场时使用过的石碾子

1929年9月，奉云南省政府之令，祥云、弥渡两县修建云南驿机场，各县也派工修建，占地260亩。:614之后4次续修扩建：1936年续修，占地24亩；1938年扩修，占地24亩；1943年修建美军招待所，占地120亩；1945年修建美军食宿站，占地618.57亩。:59最终云南驿机场占地1,222.54亩，有跑道3条（土面主跑道长2250米，砂石人工正跑道长1800米，副跑道长1470米），滑行道4条（总长2190米），推机道1条（长270米），疏散道25条（总长3670米），停机坪10个，单机停机坪9个（总面积4.05万平方米），群机停机坪1个（4.9万平方米），飞机掩体（俗称“机窝”）25个，专用公路5条（分别通往水口、云南驿、旧站、龙洞、北屯）。:615
云南驿机场修建期间，征用了来自祥云、弥渡、巍山、南华、姚安、大姚等地的大量民工，高峰期每日有数万人在此施工。仅1938年1至5月，祥云共征用民工55,832名，弥渡共征用民工37,396名，姚安共征用民工39,048名。
当时并无机械设备以压实跑道，而是用人力拉动巨型的石碾子来压实地面。这种石碾子较大的高1.8米、重5吨，需要百余人才能拉动，用长达四五十米的绳索牵动。

### 机场使用、维护

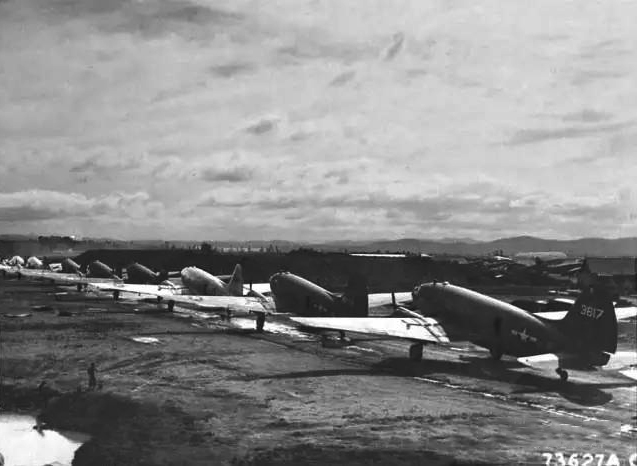
停放在云南驿机场的C-47运输机机群

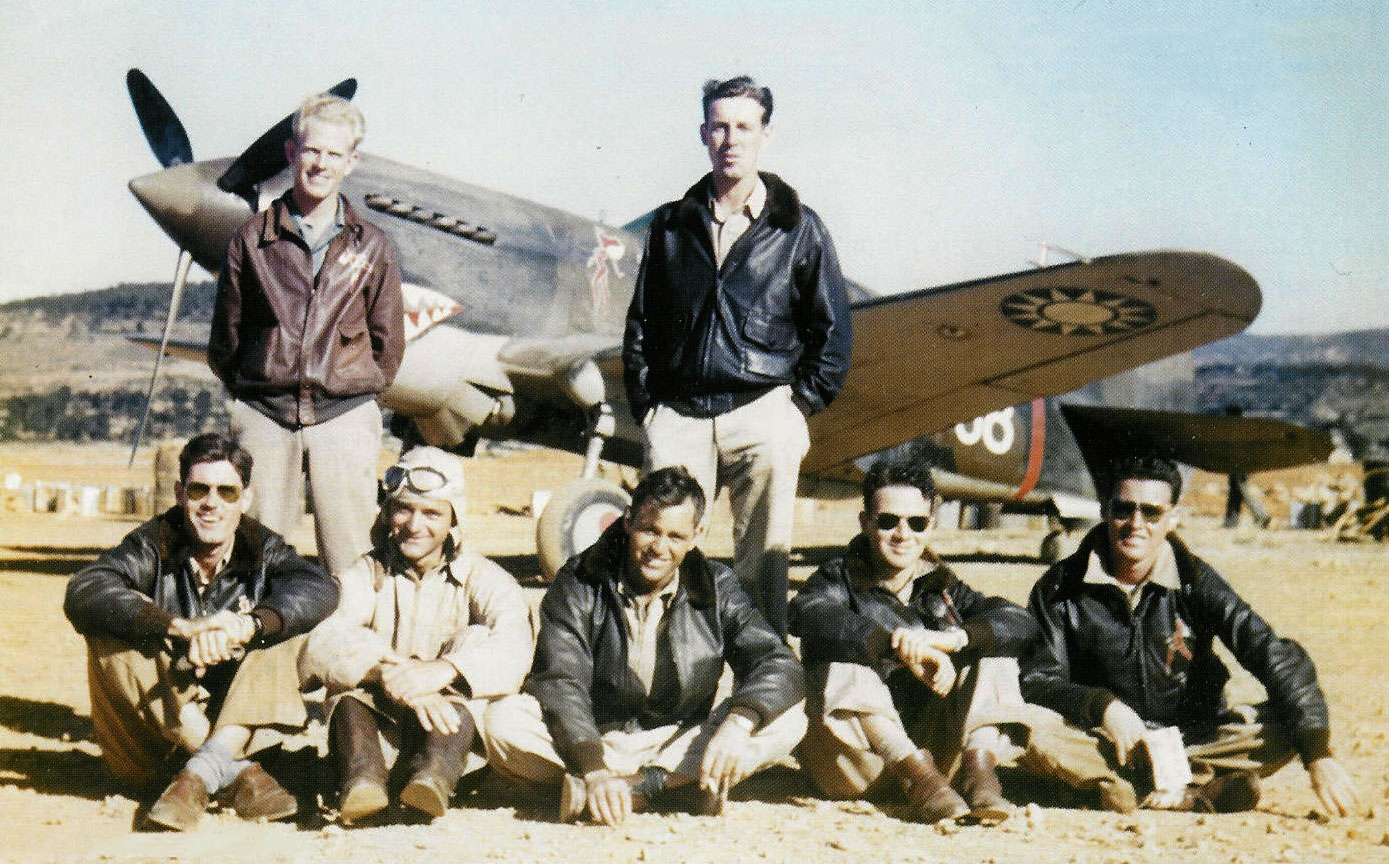
飞虎队成员在云南驿机场

1929年云南驿机场建成后，中華民國空军第38站即在此建立，负责机场的修建、扩建、保卫、养护、空运调度及驻场各部队的协调等工作，直至1948年撤离。:611
1937年八九月间，国民政府派中华民国空军军官学校副校长蒋坚韧到云南驿接管航空队。1938年初，空军军官学校初技班从洛阳迁入云南驿机场。:116期间，空军军官学校初技班培训了第13、14两期共300余人的初级技术学员。:116
1941年，空军军官学校初技班迁离，飞虎队（后扩建成美军第14航空队）第23战斗机队和第25运输机队进驻云南驿机场。1942年5月，日军占领缅甸，切断了中国的战略物资运输线滇缅公路。中美两国被迫开辟驼峰航线继续为中国提供战略物资，云南驿机场成为驼峰航线上的重要中转站。:1171942月5月7日，怒江惠通桥遭遇战中飞虎队前往支援的8架战机便是从云南驿机场起飞。1945年抗战胜利后，飞虎队撤离。飞虎队驻扎期间，机场周边地区建有大量配套的军事设施，并在云南驿建有“纽约村”等专用生活场所，高峰时期各类人员超过3000人。
随着1948年航空38站撤销，云南驿机场废弃。根据云南省警备总司令部1948年1月6日的命令，云南驿机场应由县政府守护，但并无专人看守。仅美军招待所在松山战役后成为国民党的荣军医院驻地，仍在使用。:63
1953年2月1日，省委、省政府、省军区作出维护机场的规定。2月24日，县委、县政府会同省航空站进行检查，绘制机场平面图，划定保护界线。:615:64实际上，除一些较难开垦的地面外，机场早已由当地村民重新开垦为农田，现存一条主跑道、18个飞机掩体（俗称“机窝”）、2个军械库。2010年9月，成都军区空军将云南驿机场土地权属移交祥云县。
2019年2月21日，云南驿机场旧址被公布为第八批云南省文物保护单位，保护范围为“机场跑道以云妙路与机场交汇口部队围墙两拐角点（长约207米）向西北延伸800米的区域划定；‘机窝’（飞机掩体、军械仓库）的保护范围以现存基座的区域划定”。

### 遭日军袭击情况
在1940年至1943年间，日军飞机十几次袭击云南驿机场及附近村庄，修建机场的民工常不及撤离，伤亡惨重，航校及飞虎队也遭受损失。民工遗体除部分祥云县内的由家属认领，其余葬在北淜村蚂蟥箐，有“万人坑”之称。
以下为部分有记载的伤亡情况：:119-120
1940年12月12日，云南驿机场连遭9架日本飞机的两次轰炸扫射，航校的21架教练机和3架运输机全被击毁，在场的两位工程师亦被炸伤；但此次的重大损失也与当地情报联络人员玩忽职守有很大关系。:117-118, 140
1941年8月15日，日军炸死宪兵、运输兵、警戒兵共3人。
1942年3月某日，28架日军轰炸机和8架零式战斗机轰炸扫射云南驿机场，民工遇难250余人，国民党留驻机场的空军第38站站长黄友德和工程师张信也中弹身亡。当时飞虎队起飞应战，但因跑道扩修，只能单机起飞，所以只飞起两架，击落日军飞机一架。
1942年10月28日，日军20多架飞机，分三批轰炸、扫射云南驿机场，造成警戒机场人员1人重伤。
1942年12月26日、27日，日军连续空袭，民工25人遇难，12人受伤，飞机毁三架。26日，飞虎队飞行员罗伯特·H·莫尼（Robert H. Mooney）中尉在飞机中弹后跳伞，身负重伤，最终不治身亡。
1943年1月16日、26日，日军两次轰炸扫射，民工2人遇难，4人受伤。
1943年4月26日，日军54架飞机袭击，飞虎队应战并击落日军飞机3架；当时扩修机场的两万余民工，在日军飞机投弹轰炸和低空扫射中，406人遇难，200人重伤，171人轻伤。
1943年4月27日，日军25架飞机袭击，飞虎队驱逐机被毁3架，伤1架，运输机被毁1架，美方人员7人遇难，5人受伤；国民党驻守部队人员30人遇难，民工200余人遇难。
1943年12月18日，日军18架中型轰炸机和40架零式战斗机袭击，飞虎队进行阻击空战达半小时，击落日军零式战斗机4架、轰炸机1架。机场受创。
1943年12月19日，日军18架中型轰炸机、2架零式战斗机，投弹轰炸机场跑道，低空扫射人群。飞虎队与其空战，击落6架日军轰炸机、3架零式战斗机。美军1架D.IV零式战斗机被击落。

## 延伸阅读
- 薛国荣主编；中共祥云县委党史研究室编. . 昆明: 云南民族出版社. 2006. ISBN 7-5367-3607-X.